# OVER (みのや雅彦のアルバム)
『OVER』（オーヴァー）は、日本のシンガーソングライターであるみのや雅彦の5枚目のアルバム。

## 解説
メジャー再デビューアルバムで、シングル「月の舟」と同時発売された。
プロデュースは、みのやと親交のある蛎崎弘が担当した。

## 批評
『CDジャーナル』は、「曲によってまるで違う人が歌っているように微妙に表情を変える声がいい。賑やかなロックンロールから静かな海辺の風景を彷佛とさせるしっとりとしたバラードまでボリューム満点の全10曲。」と批評した。

## 収録曲
- 全作詞:小林まさみ、作曲:蛎崎弘、編曲:本田昌生（特記以外）

1. 君の中 何かが変わり始めてる
作詞:みのや雅彦・小林まさみ、作曲:みのや雅彦・蛎崎弘
2. 月の舟
作詞:みのや雅彦
3. Lonesome Woman
4. 星空に咲いた虹
ゲストボーカル:橋本友紀子
5. くたばれROCK'N'GIRLS
編曲:島山信和
6. 会いにゆこう
7. モデラート・キッスで踊ろう
8. TOMORROW
9. hONEY♂bEE
10. さざ波
編曲:武沢豊

## STUFF
- PRODUCER :蛎崎弘
- DIRECTOR：小林千春(マーキュリー・ミュージックエンタテインメント)
- RECORDING & MIXING ENGINEER :井川彰夫(reM)
- RECORDING ENGINEERS :荒井 優(reM)、鯖瀬敏秋
- ASSISTANT ENGINEERS :鯖瀬敏秋、河合俊治、安田 稔、池亀淳一、吉野謙志
- RECORDED AT Freedom Studio、Greenbird Studio
- MASTERING ENGINEER :常盤 清(マーキュリー・ミュージックエンタテインメント)[2]
- ART DIRECTION & DESIGN :石川絢士(the GARDEN)[3]
- PHOTOGRAPHY :村越 元
- STYLIST :青柳光則(HAMISH)[4]
- HAIR & MAKE UP :谷崎隆幸(esque)[5]
- ART WORK COORDINATOR :元起尤晴(Discovery Film inc.)
- EXECUTIVE PRODUCER :小野寺明夫(マーキュリー・ミュージックエンタテインメント)
- ARTIST MANAGEMENT :千葉 周(マーキュリー・ミュージックエンタテインメント)

## MUSICIANS
- SYNTHESIZER & A.PIANO :本田 TAMA 昌生(1-10)[6]
- E.GUITAR & GUITAR :武沢 豊(2,4,8,9,10)、島山信和(1,3,5,6,7)
- E.BASS :金森佳朗(1-10)[7]
- DRUMS :小田原豊(1,2,3,5)
- PERCUSSION :kosmas kapitza(2,3,4,6,7,8,9)[8]
- STEEL DRUM :本田 TAMA 昌生(7)
- CHORUS :みのや雅彦、蛎崎 弘、Classical-b
- MIDI SYSTME OPERATION :最上三樹生(1-10)[9]